# C/2017 U7 (PANSTARRS)
С/2017 U7 (PANSTARRS) (ранее носила обозначение A/2017 U7) — гиперболическая комета, впервые наблюдавшаяся 29 октября 2017 года в рамках обзора Pan-STARRS в обсерватории Халеакала, Гавайи, США. Вначале была классифицирована как гиперболический астероид. В момент открытия объект находился на расстоянии 7,8 а. е. от Солнца и наблюдался с блеском ~20m. Несмотря на то, что данный объект был открыт спустя всего 10 дней после обнаружения гиперболического астероида 1I/Оумуамуа, о его обнаружении было объявлено только в марте 2018 года (вместе с C/2018 C2, который также считался на момент обнаружения гиперболическим астероидом), поскольку орбита имеет не очень ярко выраженную гиперболическую форму в отличие от большинства комет облака Оорта. На основе данных об абсолютной звёздной величине (10,6) была получена оценка диаметра порядка десятков км. Есть указания на слабую кометную активность объекта. На данный момент (апрель 2018 года) известен только 1 гиперболический астероид, но сотни гиперболических комет.

## Орбита
Хотя орбита C/2017 U7 не является замкнутой внутри Солнечной системы, в отличие от Оумуамуа он, вероятно, не является межзвёздным объектом. Направление, с которого прилетела комета, составляет угол 3,5 градуса относительно галактической плоскости и ориентировано в галактический антицентр. Таким образом, если бы данный объект летел из межзвёздного пространства со скоростью около солнечной, то тогда его траектория должна была быть направлена к центру Галактики из области вне солнечного круга.
Свойства барицентрической орбиты показывают, что объект является объектом далёкой части Солнечной системы на расстояниях около 16000 ± 1000 а. е. от Солнца, вблизи облака Оорта. Вероятно, период обращения мог составлять около 740 тысяч лет до момента текущего сближения с Солнечной системой, при котором возмущения привели к гиперболическому виду орбиты после ухода кометы из области крупных планет. Барицентрический эксцентриситет начнет превышать 1 после июля 2022 года и достигнет 1,0000088 после возмущений от планет. 
По состоянию на март 2018 года С/2017 U7 находится на расстоянии 7,4 а. е. от Солнца A/2017 U7 приблизится к Солнцу на минимальное расстояние 6,4 а. е. 10 сентября 2019 (вне орбиты Юпитера). Вследствие наклона орбиты 18 мая 2020 года комета пройдёт на расстоянии 1,66 а. е. от Юпитера, при этом гелиоцентрический эксцентриситет достигнет 1,003. Как результат этого умеренно близкого подхода к Юпитеру объект с вероятностью ~60% покинет Солнечную систему в течение следующих 1,5 млн лет.
- Путь кометы по небу
- Гиперболическая траектория кометы через Солнечную систему